# 水井町
水井町（すいいちょう）は、徳島県阿南市の町名。2014年3月現在の人口は105人、世帯数は40世帯。郵便番号は〒771-5174。

## 地理

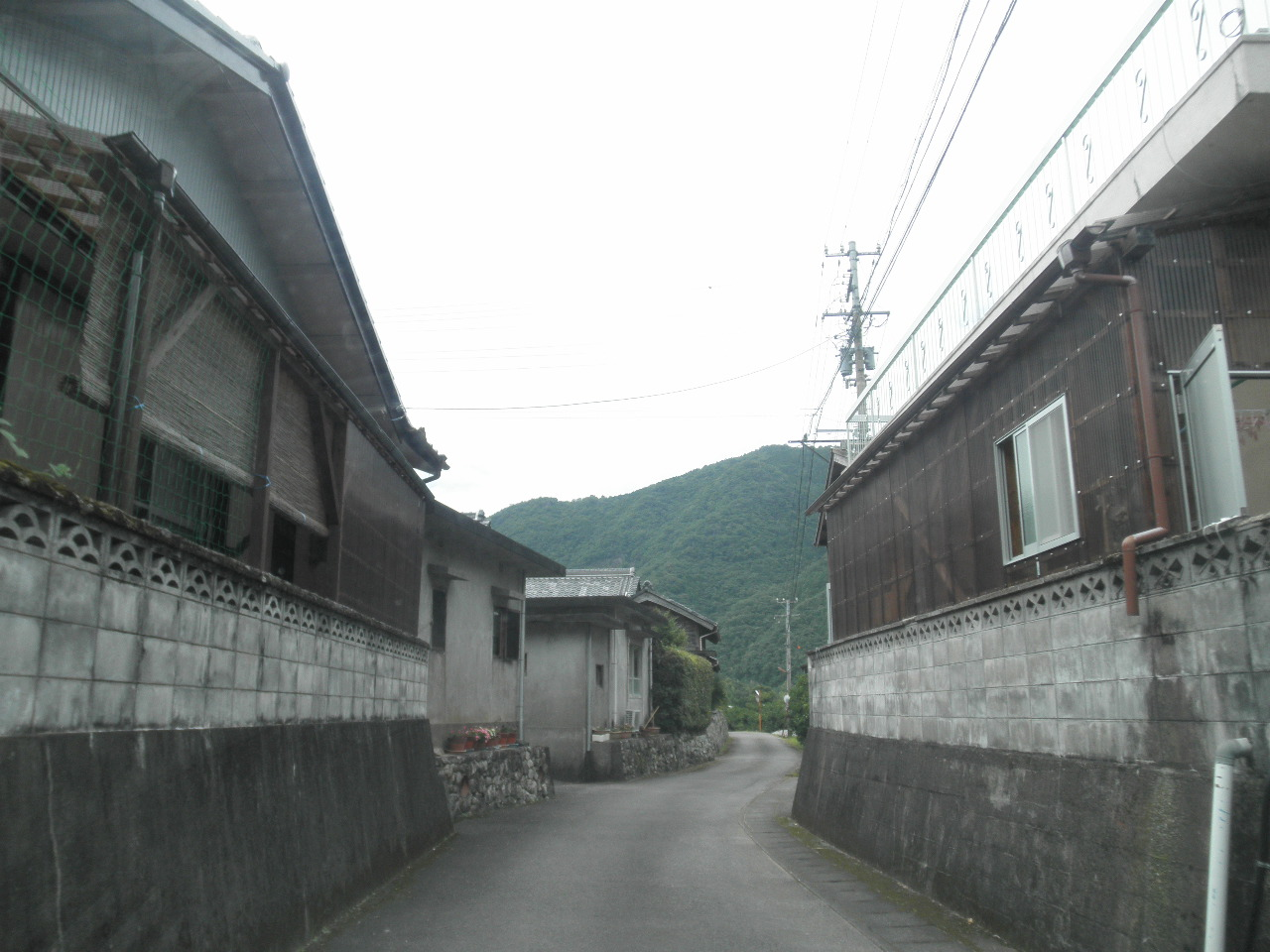
当地内の集落
字中野で撮影

阿南市の北西部に位置。北は那賀川を挟んで大井町、西は細野町、南は那賀郡那賀町和食郷、東は加茂町に接する。
那賀川の右岸にある農村地帯で、平地は米作と裏作にビニールハウスによる野菜の促成栽培を行う。山間部は林業と石灰岩の採掘を行う。加茂谷鉱床（埋蔵量900万t）がある。地内には辰砂製造跡にある若杉遺跡（市文化財）や蛭子神社がある。また一帯は東山渓県立自然公園に属する。

### 山岳
- 太竜寺山

### 河川
- 那賀川

### 小字
- 東
- 奥田
- 中野
- 新居田
- 西

## 歴史
江戸期から町村制の施行された明治22年にかけては那西郡および那賀郡の村であった。寛文4年より那賀郡に属す。
明治22年に同郡加茂谷村の大字となった。昭和30年より富岡町の大字となる。昭和33年に阿南市が誕生し、現在の町名となる。

## 史跡
- 若杉山辰砂採掘遺跡 - 全国で唯一、辰砂（水銀朱）を採掘した遺跡として2019年に国指定。

## 施設
- 若杉遺跡（市文化財）
- 蛭子神社

## 交通
遍路道が通っていて、若杉山遺跡が見える道がある。

### 道路
都道府県道
- 徳島県道283号和食勝浦線